# Andrena declinis
Andrena declinis är en biart som beskrevs av Laberge 1977. Andrena declinis ingår i släktet sandbin, och familjen grävbin. Inga underarter finns listade i Catalogue of Life.